# 水禾属
水禾属（学名：Hygroryza）是禾本科下的一个属，为浮水、秃净草本植物。该属仅有水禾（Hygroryza aristata）一种，分布于亚洲热带。